# Ginger Does'em All
Ginger Does'em All（ジンジャー・ダズエム・オール）は日本のDJ、ダンス・ミュージック・クリエイター。

## 概要
ユニット名の由来は洋モノポルノビデオのタイトルから。2007年からのライブでは、パソコンを使って短いループを次々に重ねていくDJに近いスタイルを採用しているが、2011年以降は完全にDJにシフトし、ライブはほとんど行っていない。

## 人物
1970年代のブラックミュージック全般、特にジャズ・ファンク、ディスコ、ファンクおよびモータウンやフィラデルフィア・ソウル、ラテン音楽、アフロビート、レゲエ（ダブ）、その他スティーヴ・ライヒやマヌエル・ゲッチングらのミニマル・ミュージックな音などからの影響を受けている。近年は歌謡曲やJ-POP、アイドルポップに傾倒し、日本語曲専門のDJをメインの活動としていたが2015年よりDJは休止中。
菓子と日本酒に対する思い入れが強く、SNSでは音楽よりも菓子と日本酒に関する記述の割合のほうが多い。かつてはイベント出演の際、来場者に手製の菓子（マカロンなど）を振舞うこともあった。

## 略歴
2003年にBLUNSTONE INC.より1stEP"Echo Free"をリリース。翌2004年に2ndEP"Fever in Rhythm"発売。同年タワーレコードのフリーペーパーbounceに「bounceが選ぶ、2004年の名盤・定盤」として掲載。2005年には初のフルアルバムとなる"nodes reversed on"をリリース。挑戦的な内容とジャケットが話題を呼ぶ。翌2006年からはDELIC RECORDSに移籍、コンピレーション・アルバムへの参加などを経て、2007年に3rdEP"Get It"をリリース。2008年には2ndフルアルバム"Sweet Brown Addicted"を発売。2010年にはネットレーベル〈Maltine Records〉より"Scissor Girl"、"君のうんこは僕のセンチメンタル"を立て続けに発表。以降不定期ながらブラックミュージックを基調とした実験的作品を発表し続けている。環境音楽、エレクトロ系の別名義「fuaa」および、いずれにも当てはまらない曲を発表するための名義「emptylogic」でも活動中。

## ディスコグラフィー

### EP・single
- Echo Free!（2003年1月22日）（Spotify他で配信）
- Fever in Rhythm（2004年2月19日）（Spotify他で配信）
- Get It（2007年6月6日）
- Scissor Girl（2010年2月3日）（Maltine Recordsにてダウンロード可能）
- 君のうんこは僕のセンチメンタル（2010年5月5日）（Maltine Recordsにてダウンロード可能）
- 00（2016年1月16日）（bandcampにてダウンロード可能）※「emptylogic」名義
- maturation（2016年4月16日）（bandcampにてダウンロード可能）
- 01（2016年10月1日）（bandcampにてダウンロード可能）※「emptylogic」名義
- Summer Halation（2020年6月29日）（bandcampにてダウンロード可能）
- Organ Motion（2020年11月3日）（Spotify他で配信）※「fuaa」名義
- Old Memory（2020年11月30日）（Spotify他で配信）※「fuaa」名義
- Unconscious（2021年1月28日）（Spotify他で配信）※「fuaa」名義
- Smoke (2021年8月16日) （Spotify他で配信）
- Do you remember? (2023年1月20日) （Spotify他で配信）※Betty feat.Ginger does'em all名義
- Do you remember? feat.Betty -ethno mix- (2023年1月20日) （Spotify他で配信）
- Signs (2023年5月22日) （Spotify他で配信）※Betty feat.Ginger does'em all名義
- PORTAL (2024年1月29日) （Spotify他で配信）

### フルアルバム
- nodes reversed on（2005年10月20日）（Spotify他で配信）
- Sweet Brown Addicted（2008年10月6日）（Spotify他で配信）

### MIX CD
- Mizell Madness（2012年5月14日）

### 参加作品
- remix & remnant / folk squat（2003年3月）
- Synchronicity concept one WATER（2004年12月18日）
- DELIC RECORDS presents NUMBER PIECES 2（2006年9月20日）
- Serendipity / Pecombo（2007年3月21日）- （"十六夜"にリズムアレンジメントで参加）
- SOUND HOUSE （2010年2月24日）（Maltine Recordsにてダウンロード可能）
- We Love King of Pops （2010年12月25日）（bandcampにてダウンロード可能）
- recorded girls 2nd season （2011年8月）（特設サイトよりダウンロード可能）
- Japanese Juke&Footworks Compilation（2012年4月19日）bandcampにてダウンロード可能）
- EQRIPX（2012年12月31日）
- spa wars / トーニャハーディング（2014年3月15日）
- ベスト オブ ハバねこポッセ（2014年8月6日）
- Emergence: Bombycoidae / Asuka Tanaka （2015年1月1日）（bandcampにてダウンロード可能）
- Party Girl / Underboob（2016年10月10日）